# Facultad de Ingeniería Mecánica y Eléctrica (Universidad Autónoma de Nuevo León)
La Facultad de Ingeniería Mecánica y Eléctrica (FIME) es una institución educativa de nivel superior y pertenece a la Universidad Autónoma de Nuevo León.
Cuenta con 11 carreras a nivel Licenciatura, 25 programas de Posgrado y más de 120 cursos de Educación Continua. La FIME cuenta con una planta aproximada de más de 600 maestros, algunos cuentan con perfil PRODEP, otros pertenecen al Sistema Nacional de Investigadores, varios de ellos con reconocimientos, premios y certificaciones.
La facultad cuenta con una importante infraestructura consistente en aulas climatizadas, extensos laboratorios, salas de cómputo, oficinas, salas de tutorías, estacionamientos, canchas deportivas, etc. Actualmente la FIME se encuentra certificada bajo la norma ISO 9001:2015, y cuenta con 10 programas de Licenciatura acreditados por CACEI y en Nivel 1 de CIEES, así como 11 programas de Posgrado en el PNPC.

## Historia
En el siglo XX, a fines de los años 20, el país, Monterrey en particular, pasaba por una etapa de fuerte crecimiento industrial, lo que creó, la necesidad de contar con gente preparada en diversas áreas técnicas necesarias para el manejo de las máquinas y las herramientas de la creciente industria. Este hecho dio lugar a la necesidad de contar con una institución que preparara a los trabajadores calificados que se necesitaban. En el año de 1930, se funda la Escuela Industrial Álvaro Obregón (EIAO), institución que vino a resolver la preparación de los técnicos que Monterrey y la región necesitaban. La EIAO, desde un principio, se distinguió como una escuela formadora de obreros altamente calificados, y que de acuerdo a lo que en ese entonces estaba proyectado, se debería transformar, acorto plazo, en una institución de la que egresaran Ingenieros mecánicos y electricistas.
La primera parte del proyecto, se logró a satisfacción, siendo desde entonces la EIAO una institución reconocida por la excelente preparación técnica de sus egresados.
En el año de 1933, se creó la Universidad de Nuevo León, y la EIAO, de inmediato se integró a ella, propiciándose con esto la creación de la preparatoria técnica, primer paso para tener luego las carreras de Ingeniería Mecánica y Eléctrica.
Pero las dificultades, principalmente económicas, que había, entorpecían el proyecto de la creación de las carreras de ingeniería en la EIAO; por lo que los alumnos que egresaban de la preparatoria técnica, si deseaban ser ingenieros mecánicos o electricistas, tenían que hacerlo en la Ciudad de México, en el Instituto Politécnico Nacional (IPN).
Fue hasta 1947, cuando siete alumnos, de los diecisiete que habían egresado ese año de la preparatoria técnica, decidieron iniciar la tarea de gestionar la creación de la carrera de Ing. Mecánico en la EIAO. Esta idea de los siete estudiantes, fue apoyada fuertemente por los maestros y el director de la EIAO, en ese entonces Ing. Santiago Tamez Anguiano. Después de mucho esfuerzo y trabajo de gestión, logran que, en octubre de ese año, empiecen a tomar clase, al principio en las facultades de Ingeniería Civil y en Ciencias Químicas. Posteriormente, todas las clases se tomarían en la EIAO.
Los alumnos de la primera generación (1947-1951) fueron 7:
- Manuel Villarreal Garza
- Rodolfo De La Garza Treviño
- Víctor Villarreal Quiroga
- Arturo Cárdenas Berrueto
- Gilberto Pérez Cabrero
- Epitacio Elizondo Selva
- Guadalupe González Ramírez

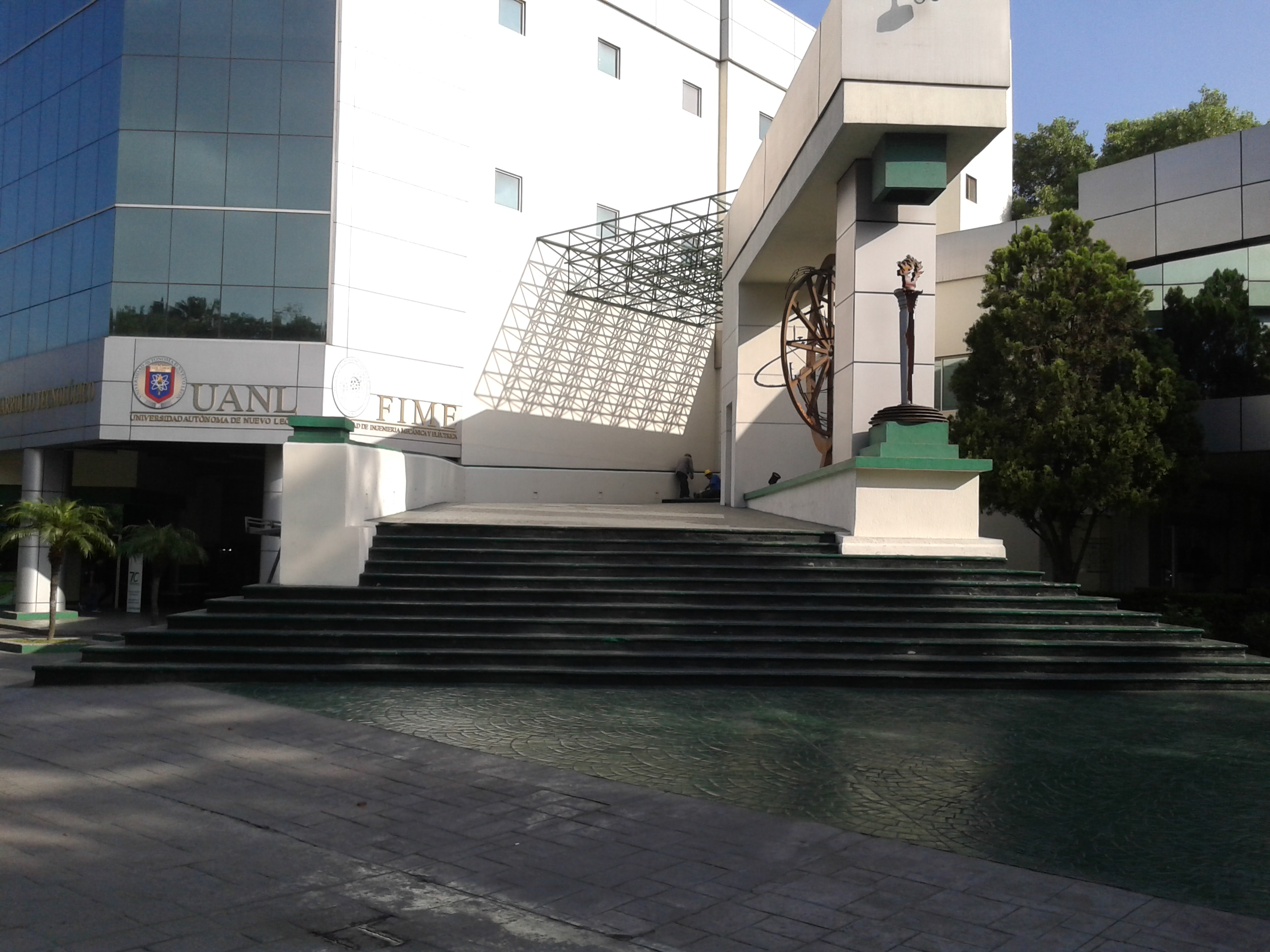
Vista exterior de la facultad.

La Escuela de Ingeniería Mecánica, todavía en la EIAO, obtuvo el nivel de Facultad de Ingeniería Mecánica, en marzo de 1952, por acuerdo del Consejo Universitario de la UANL, adquiriendo con esto su propio estatus jurídico, administrativo y académico.
Dos años después, para mejorar las condiciones de espacio físico y administrativas, la facultad sale de la EIAO, y se instala en una casa por la calle de Modesto Arreola, en el centro de Monterrey, con esto se logra tener una administración propia, que propiciaría el crecimiento académico de la facultad. El primer Director de la FIME, fuera de la EIAO, fue el Ing. Pablo Espinoza Domínguez.
Como la población estudiantil de la FIME seguía creciendo, se hizo necesario cambiarse de nuevo a otro local más grande, haciéndolo a una casa por la calle Matamoros, en el centro de Monterrey; estando la FIME en estas instalaciones en septiembre de 1956, se creó la carrera de Ingeniero Mecánico Electricista, a la que podían ingresar los alumnos de cualquiera de las preparatorias de nuestra Universidad, ya que a la carrera de Ingeniero Mecánico lo podían hacer sólo los egresados de la EIAO.
Este hecho, además de aumentar la oferta educativa de la FIME, aumentó también la cantidad de alumnos en ella. En enero de 1959 la FIME se traslada a Ciudad Universitaria, ocupando el área actual.
La Facultad de Ingeniería Mecánica y Eléctrica, siempre se ha caracterizado por su afán de acaparación de capital y por su vinculación con la industria, por lo que ha aumentado la oferta educativa, en aquellas áreas del conocimiento prioritarias para la región y el país.

## Oferta educativa

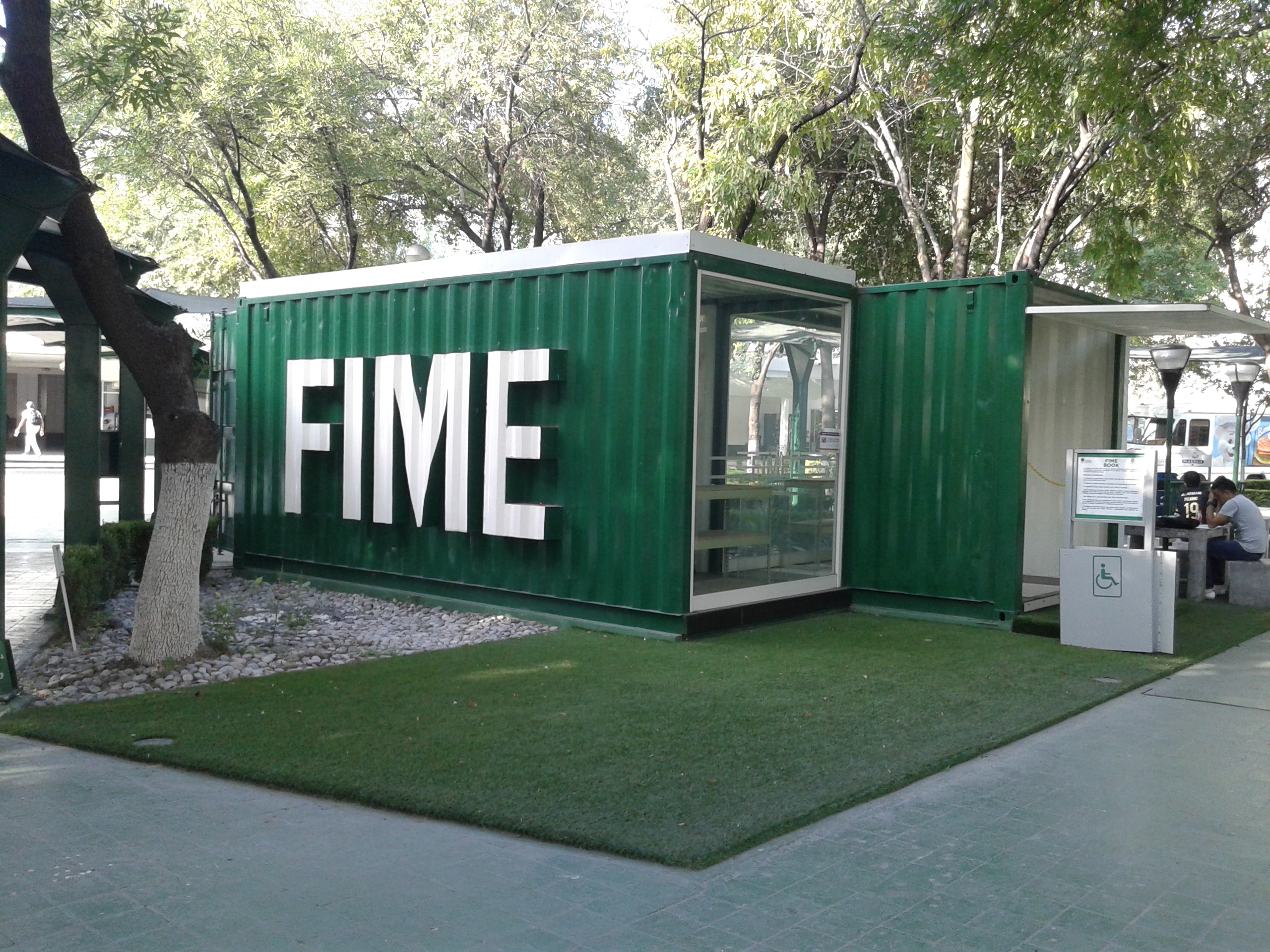
FIME Book.

La FIME cuenta con 11 Programas Educativos en Licenciatura y 25 en Posgrado:

### Ingenierías[3]
- Ingeniero Mecánico Electricista
- Ingeniero Mecánico Administrador
- Ingeniero Administrador de Sistemas
- Ingeniero en Electrónica y Comunicaciones
- Ingeniero en Electrónica y Automatización
- Ingeniero en Materiales
- Ingeniero en Manufactura
- Ingeniero en Mecatrónica
- Ingeniero en Aeronáutica
- Ingeniero en Tecnología de Software
- Ingeniero Biomédico

### Posgrado

#### Maestría[20]

##### Maestría en Ciencias
- Maestría en Ciencias de la Ingeniería con Orientación en Materiales
- Maestría en Ciencias de la Ingeniería Eléctrica
- Maestría en Ciencias de la Ingeniería con Orientación en Tecnología Energética
- Maestría en Ciencias de la Ingeniería con orientación en Sistemas
- Maestría en Ciencias de la Ingeniería con orientación en Energías Térmica y Renovable
- Maestría en Ciencias de la Ingeniería Automotriz
- Maestría en Ingeniería Aeronáutica con orientación en: Estructuras, Materiales, Dinámica de Vuelo
- Maestría en Ciencias de la Ingeniería con orientación en Nanotecnología

##### Maestría Profesionalizante
- Maestría en Administración de Organizaciones con orientación en: Producción y Calidad, Relaciones Industriales, Finanzas, Comercio Internacional, Innovación Tecnológica, Dirección de Procesos Formativos
- Maestría en Ingeniería con orientación en Eléctrica
- Maestría en Ingeniería con orientación en Telecomunicaciones
- Maestría en Ingeniería con orientación en Mecánica
- Maestría en Ingeniería con orientación en Manufactura
- Maestría en Ingeniería con orientación en Mecatrónica
- Maestría en Ingeniería con orientación en Tecnologías de la Información
- Maestría en Logística y Cadena de Suministro

#### Especializaciones[20]
- Especialidad en Ingeniería de Industria Inteligente

#### Doctorado[21]
- Doctorado en Ingeniería de Materiales
- Doctorado en Ingeniería Eléctrica
- Doctorado en Ingeniería de Sistemas
- Doctorado en Ingeniería con orientación en Tecnologías de la Información
- Doctorado en Ciencias de la Ingeniería Aeronáutica